# Нова Україна (журнал)
Нова Україна («Nowa Ukraina») — журнал, який видають Інститут історії Ягеллонського університету (м. Краків) та Інститут міжнародних відносин Державної вищої східноєвропейської школи (м. Перемишль).
Журнал виходить з 2006 р. Ідея журналу — поширення аналітичної думки різних українських європейських інтелектуальних осередків — із Польщі, України, Канади, Німеччини, Франції та інших країн.
Редактор журналу др. Ярослав Моклак (Інститут історії Ягеллонського університету).